# Bathycolpodes overlaeti
Bathycolpodes overlaeti är en fjärilsart som beskrevs av Debauche 1941. Bathycolpodes overlaeti ingår i släktet Bathycolpodes och familjen mätare. Inga underarter finns listade i Catalogue of Life.